# Soomevere
Soomevere är en ort i Estland. Den ligger i Kõo kommun och landskapet Viljandimaa, i den centrala delen av landet, 100 km sydost om huvudstaden Tallinn. Soomevere ligger 51 meter över havet och antalet invånare är 116.
Terrängen runt Soomevere är mycket platt. Runt Soomevere är det glesbefolkat, med 10 invånare per kvadratkilometer. Närmaste större samhälle är Võhma, 2,7 km väster om Soomevere. I omgivningarna runt Soomevere växer i huvudsak blandskog.